# Ordine nazionale del Vietnam
L'Ordine nazionale del Vietnam è stato un ordine cavalleresco vietnamita.

## Storia
L'Ordine è stato fondato il 15 agosto 1950 dall'Imperatore Bảo Đại ed era assegnato per opere grandiose, notevoli, coraggiose, o per coloro che hanno onorato e servito il paese con virtù alte e conoscenze eccezionali.
Nel 1957 il Vietnam divenne una repubblica e questo Ordine, a differenza dell'Ordine del Dragone di Annam è stato mantenuto dalla neonata nazione.
Durante la guerra del Vietnam, l'Ordine è stato conferito a diversi militari degli Stati Uniti, la maggior parte dei quali erano alti consulenti militari e politici del governo sud-vietnamita. L'Ordine poteva anche essere assegnato postumo.

## Classi
L'Ordine dispone delle seguenti classi di benemerenza:
- cavaliere di gran croce
- grand'ufficiale
- commendatore
- ufficiale
- cavaliere

| Nastri    |           |              |                 |                         |
| Cavaliere | Ufficiale | Commendatore | Grand'Ufficiale | Cavaliere di Gran Croce |

## Insegne
- Il  nastro è di colore rosso con bordo arancione.

## Insigniti notabili
- Hailé Selassié I